# 迹見赤檮
迹見 赤檮（とみ の いちい）は、飛鳥時代の舎人。姓（カバネ）は首。押坂彦人大兄皇子（彦人皇子）または聖徳太子の舎人。

## 出自
迹見氏（迹見首、登美首、止美首）は『新撰姓氏録』では毛野氏族に属する皇別氏族とされるが、渡来系氏族とする説、あるいは、赤檮の出自である迹見首は毛野氏族の登美首・止美首とは別系統であり、物部氏の一族で鳥美物部の伴造氏族とする説もある。また、跡見花蹊を輩出した跡見家の伝承によると、天児屋命の子・天種子命の末裔であるという。

## 経歴
仏教の受容を巡って、崇仏派である大臣・蘇我馬子や排仏派である大連・物部守屋、神祇を司る氏族である中臣勝海は激しく対立していた。これに皇位継承の問題が絡み守屋と勝海は穴穂部皇子を支持していた。用明天皇2年（587年）4月、用明天皇は重い病に伏した。天皇は三宝（仏法）を信仰することを欲して群臣に諮った。守屋と勝海は用明天皇の意思に強く反対したが、馬子は詔を奉ずべしとして、穴穂部皇子に僧の豊国を内裏に引き入れさせた。守屋は激怒したが、群臣の多くが敵である事を知り河内国の本拠へ退いた。
勝海は敏達天皇皇子の彦人皇子と竹田皇子（馬子派の皇子）の像を作り呪詛した。しかし、勝海は状況が不利であることを知ると、俄かに彦人皇子の水派宮に行き帰服した（一説には非蘇我氏系皇族である彦人皇子の即位を馬子が本心では望んでいないと考えた勝海が皇子の自派引き入れを策したのだともいう）。赤檮は勝海が宮から退出して帰宅するのを待ち伏せ、これを斬った。（『聖徳太子伝暦』では、馬子の命を受けていたとある）やがて、用明天皇は崩御。守屋は穴穂部皇子を皇位に就けようと画策したが、馬子が先手を打って穴穂部皇子を殺した。
同年7月、馬子は群臣と諮って物部討伐を決め、諸皇子、諸豪族の大軍を起こして守屋の本拠河内国渋川郡へ向かった。軍事氏族の物部氏の兵は精強で稲城を築き頑強に抵抗し、守屋は朴の枝に登って雨のように矢を射かけた。討伐軍は3度撃退されてしまう。従軍していた厩戸皇子は四天王像を刻んで戦勝を祈った。討伐軍は奮い立って攻め立てた。赤檮は守屋のいる大木の下に忍び寄り、守屋を射落とした（『伝暦』では、厩戸皇子が四天王の祈願を込めた矢を赤檮に与えたとされる）。物部氏の軍勢は逃げ散った。
戦後、殊勲者の赤檮は物部氏の遺領から一万田を賜与された。八尾市南太子堂には迹見赤檮が物部守屋を射たときの矢を埋めたとされる鏑矢塚、その南西には弓を埋めたとされる弓代塚がある（迹見赤檮発箭地史蹟、とみのいちいはっせんちしせき）。

## 墓
和漢三才図会（巻之七十三）に赤檮墓の記述があるが、位置は記されていない。大和名所図会（巻の三、赤檮墓の項）では、大和国小泉村（現・大和郡山市小泉町）に墓があるとされる。名所図会にそれ以上の記述はないが、一説には小泉大塚古墳が赤檮を埋葬した墳墓であると伝えられている。しかし考古学的には、小泉大塚古墳の築造は3世紀末ごろ（古墳時代前期前半）と考えられている。